# Liste der Bodendenkmäler in Kinsau
Auf dieser Seite sind die Bodendenkmäler in der oberbayerischen Gemeinde Kinsau zusammengestellt. Diese Tabelle ist eine Teilliste der Liste der Bodendenkmäler in Bayern. Grundlage ist die Bayerische Denkmalliste, die auf Basis des Bayerischen Denkmalschutzgesetzes vom 1. Oktober 1973 erstmals erstellt wurde und seither durch das Bayerische Landesamt für Denkmalpflege geführt wird. Die folgenden Angaben ersetzen nicht die rechtsverbindliche Auskunft der Denkmalschutzbehörde.

## Bodendenkmäler in Kinsau
| Lage                  | Objekt | Akten-Nr.     | Bild                                                          |
| --------------------- | --- | ------------- | ------------------------------------------------------------- |
| (Standort)            | Grabhügel mit Bestattungen der Bronzezeit sowie verebneter Turmhügel des hohen Mittelalters (Büchelen).                                               | D-1-8131-0006 |                                                               |
| (Standort)            | Körpergräber des frühen Mittelalters. | D-1-8131-0007 |                                                               |
| (Standort)            | Straße der römischen Kaiserzeit (Teilstück der Trasse Augsburg–Füssen).                                                                               | D-1-8131-0010 |                                                               |
| (Standort)            | Grabhügel vorgeschichtlicher Zeitstellung. | D-1-8131-0018 |                                                               |
| (Standort)            | Grabhügel vorgeschichtlicher Zeitstellung. | D-1-8131-0020 |                                                               |
| (Standort)            | Straße der römischen Kaiserzeit. | D-1-8131-0021 |                                                               |
| (Standort)            | Grabhügel vorgeschichtlicher Zeitstellung. | D-1-8131-0171 |                                                               |
| Kirchweg 6 (Standort) | Untertägige spätmittelalterliche und frühneuzeitliche Befunde im Bereich der katholischen Pfarrkirche St. Matthäus in Kinsau und ihres Vorgängerbaus. | D-1-8131-0    | Untertägige spätmittelalterliche und frühneuzeitliche Befunde |